# 蓝须夜蜂虎
蓝须夜蜂虎（学名：Nyctyornis athertoni）为蜂虎科夜蜂虎属的鸟类。该物种的模式产地在孟加拉国。

## 亚种
- 蓝须夜蜂虎指名亚种（学名：Nyctyornis athertoni athertoni）。在中国大陆，分布于云南等地。该物种的模式产地在孟加拉国。[2]
- 蓝须夜蜂虎海南亚种（学名：Nyctyornis athertoni brevicaudata）。在中国大陆，分布于海南等地。该物种的模式产地在海南。[3]